# Port Royal (album)
Port Royal è il quarto album in studio dalla band heavy metal Running Wild, registrato e pubblicato nel 1988. Dopo il precedente e Under Jolly Roger, esso è il loro terzo album a includere temi pirateschi.

## Tracce
1. Intro – 0:49 (Rolf Kasparek, Jens Becker, Majk Moti)
2. Port Royal – 4:12 (Rolf Kasparek)
3. Raging Fire – 3:28 (testo: Rolf Kasparek – musica: Rolf Kasparek, Stefan Schwarzmann, Majk Moti)
4. Into the Arena – 3:59 (Majk Moti)
5. Uaschitschun – 4:53 (Rolf Kasparek)
6. Final Gates (strumentale) – 2:59 (musica: Jens Becker)
7. Conquistadores – 4:49 (Rolf Kasparek)
8. Blown to Kingdom Come – 3:19 (Majk Moti)
9. Warchild – 3:00 (testo: Rolf Kasparek – musica: Rolf Kasparek, Stefan Schwarzmann)
10. Mutiny – 4:27 (testo: Rolf Kasparek – musica: Rolf Kasparek, Stefan Schwarzmann)
11. Calico Jack – 8:14 (testo: Rolf Kasparek, Majk Moti – musica: Rolf Kasparek, Stefan Schwarzmann, Majk Moti)

Durata totale: 44:09

## Formazione
- Rock 'n' Rolf - voce, chitarra
- Majk Moti - chitarra
- Jens Becker - basso
- Stefan Schwarzmann - batteria